# بزرگراه ۸۴ آسیا
بزرگراه ۸۴ آسیا که به صورت علامت اختصاری AH-84 نشان داده می‌شود، بزرگراهی است به طول ۱۰۷۴ کیلومتر که درون ترکیه از دغوبایزید آغاز شده و در مرسین پایان می‌یابد. این جاده با جاده ئی۹۰ و ئی۹۹ اروپا در یک راستا قرار دارد و مسیر آن از جاده‌های زیر است:

## ترکیه
- D-975 جاده D975 : دغوبایزید - مرادیه
- D-280 جاده D280 : مرادیه - ارچیش
- D-290 جاده D290 : ارچیش - عادل‌جواز
- D-965 جاده D965 : عادل‌جواز - بیکان
- D-360 جاده D360 : بیکان - دیاربکر - سیورک
- D-885 جاده D885 : سیورک - شانلی‌اورفه
- بزرگراه ۵۲ : شانلی‌اورفه - غازی عینتاب - توپراق‌قلعه - آدانا
  - شاخه خروجی  بزرگراه ۵۳ : توپراق‌قلعه - اسکندرون
- بزرگراه ۵۰ : آدانا
- بزرگراه ۵۱ : آدانا - مرسین